# Miguel Juárez
Miguel Antonio Juárez (El Tala, 29 settembre 1931 – Rosario, 4 marzo 1982) è stato un allenatore di calcio e calciatore argentino, di ruolo attaccante.